# Donovan Wylie
Donovan Wylie (Belfast, Irlanda, 1971) és un fotògraf irlandès que viu i treballa a Londres. Donovan Wylie va descobrir la fotografia de molt jove. Quan tenia setze anys, va deixar l'escola i se’n va anar tres mesos de viatge per tota Irlanda amb la seva càmera de fotos. En finalitzar el viatge publica la seva primera obra, 32 Counties (Secker and Warburg, 1989), quan encara era un adolescent. El 1998 s'incorpora a l'agència Magnum Photos. La seva feina se centra essencialment en el paisatge polític i social d'Irlanda del Nord. La seva obra The Maze, publicada el 2004, és aclamada a nivell internacional. Donovan Wylie ha treballat per a diverses revistes internacionals, com Stern, The New York Times i The Telegraph. El seu treball s'ha exposat arreu del món, i algunes de les seves obres formen part de col·leccions permanents de certs museus, com el Centre Georges Pompidou de París i el Victoria & Albert Museum de Londres. Ha acabat un treball sobre les torres de vigilància britàniques situades a la frontera irlandesa.